# Cemitério Bogoslovskoe

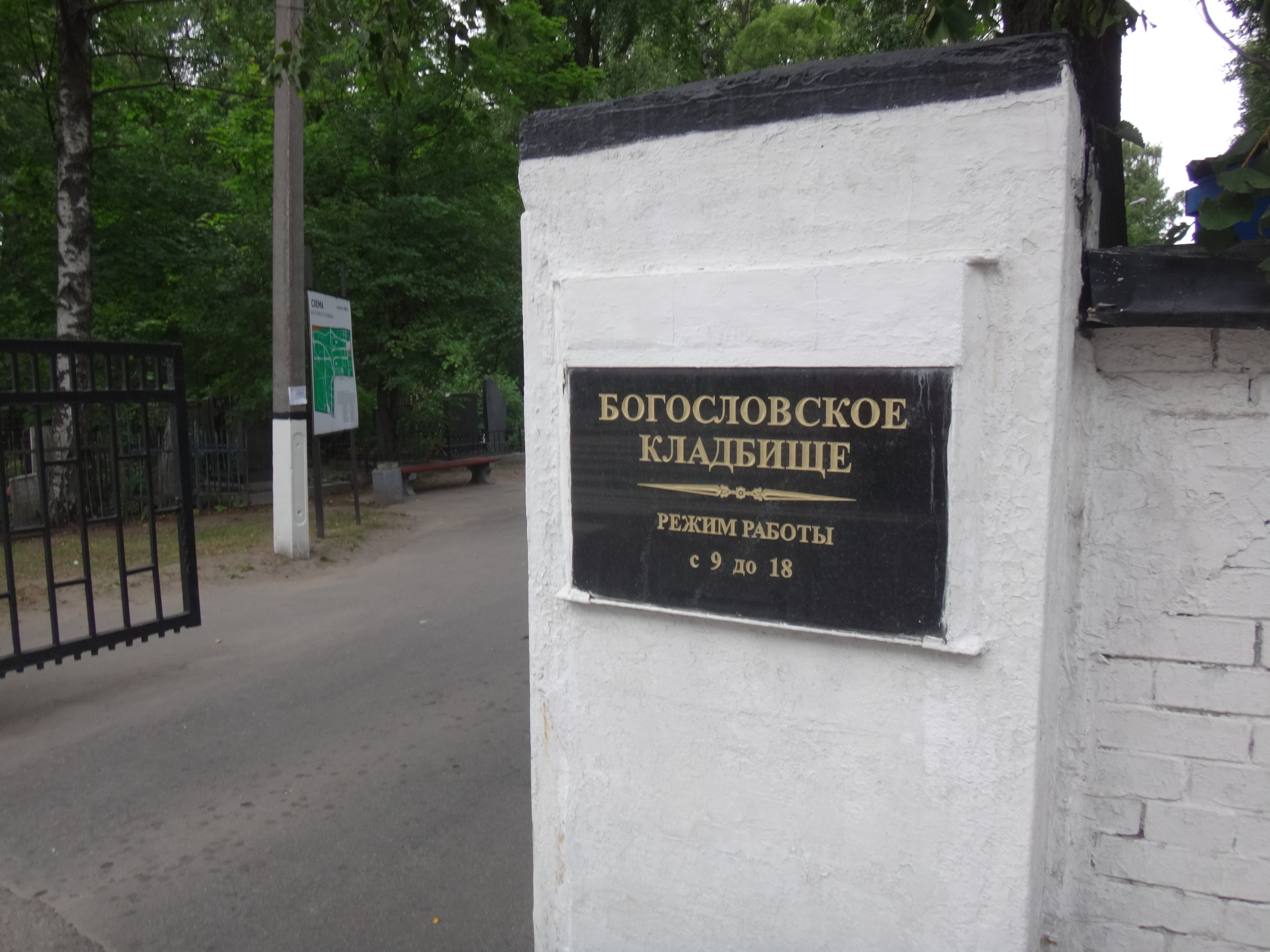
Portão de entrada do Cemitério Bogoslovskoe

Cemitério Bogoslovskoe (em russo:  Богословское кладбище) é um cemitério em São Petersburgo, Rússia.
O nome vem da igreja de João, o Apóstolo (em russo:  Иоанн Богослов, Ioann Bogoslov), que desde o início do século 18 tinha um cemitério contíguo, principalmente para aqueles que morreram no hospital militar nas proximidades. Este local ficava a aproximadamente 2,5 km ao sul do atual cemitério, no que é agora o cruzamento das ruas Arsenalnaya e Mineralnaya. A igreja e o cemitério foram fechados em 1788 e as terras foram vendidas para propriedades particulares. Em 1841 a cidade adquiriu um novo lote de terreno para um cemitério, e o nomeou em homenagem ao cemitério anterior. Em 1844 o Santo Sínodo Governante aprovou a construção de uma nova igreja de pedra, mas não havia fundos disponíveis. Em 1853-1854 foi construída uma pequena capela de dois andares.
Em 1915–1916 uma nova igreja de madeira de João, o Apóstolo, de três frentes, foi construída no cemitério com projeto do arquiteto Viktor Bobrov. A igreja foi fechada durante a era soviética e, finalmente, saqueada e demolida em 1938, juntamente com parte do cemitério, pois ficava dentro de uma área fechada para fins militares. Nos tempos soviéticos o cemitério se tornou o local de sepultamento de muitos cientistas proeminentes, personalidades culturais e oficiais militares. Foi também o local de várias valas comuns daqueles que morreram durante o cerco de Leningrado. Estes são encontrados na parte norte do cemitério, marcado no topo de uma colina por um pequeno obelisco.

## Sepultamentos

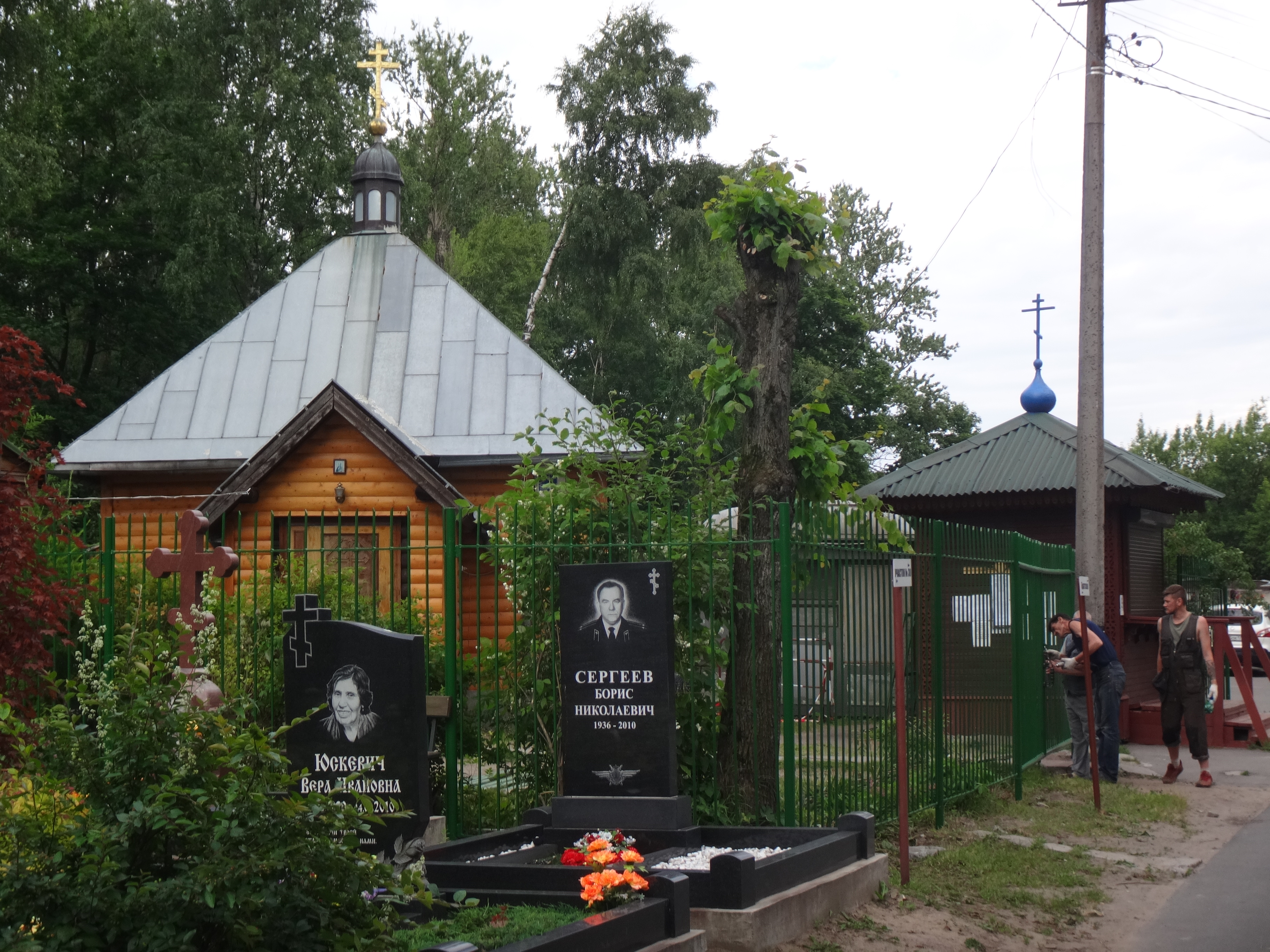
Igreja de João, o Apóstolo no cemitério

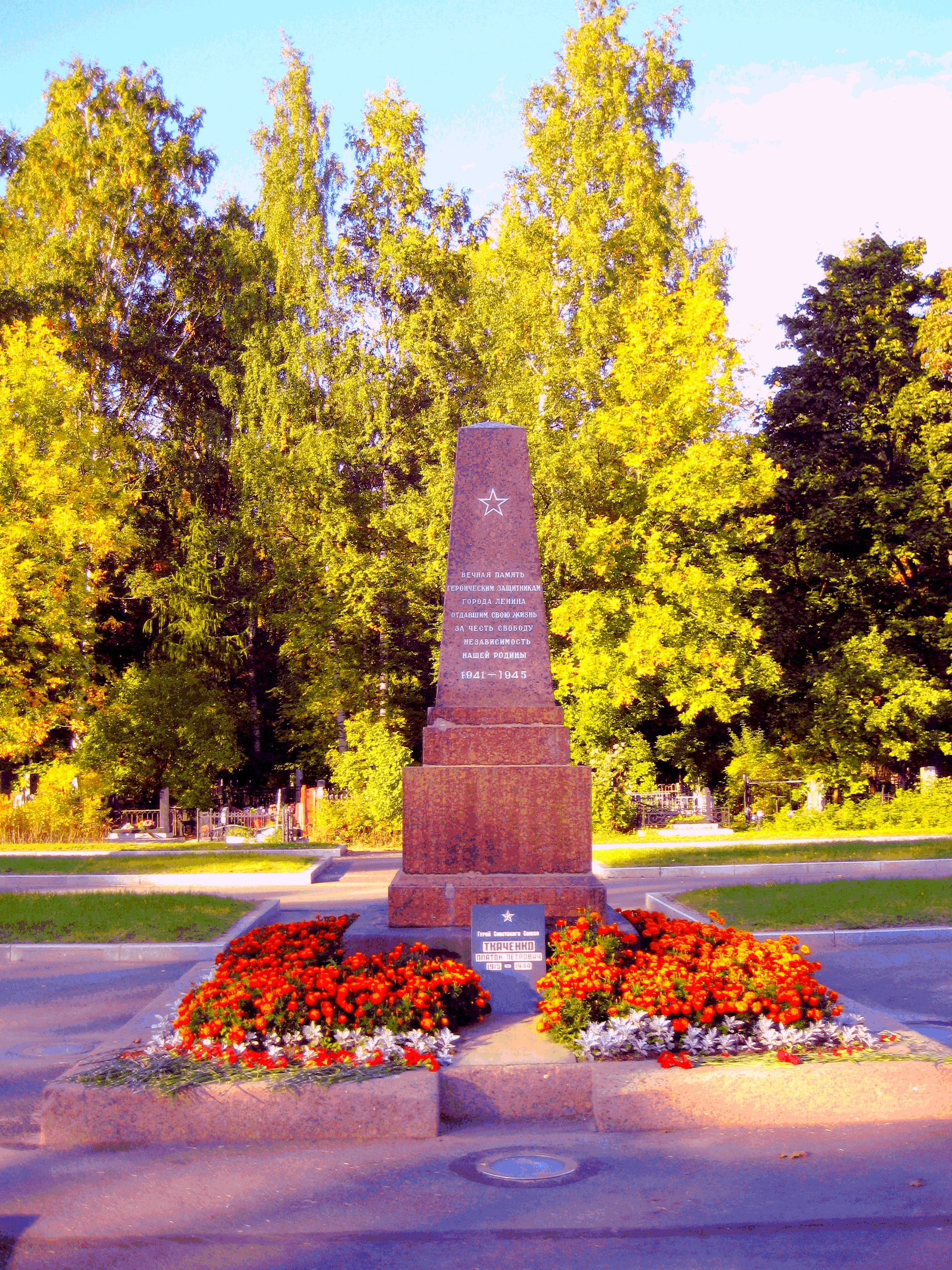
Obelisco memorial aos soldados soviéticos mortos na Segunda Guerra Mundial

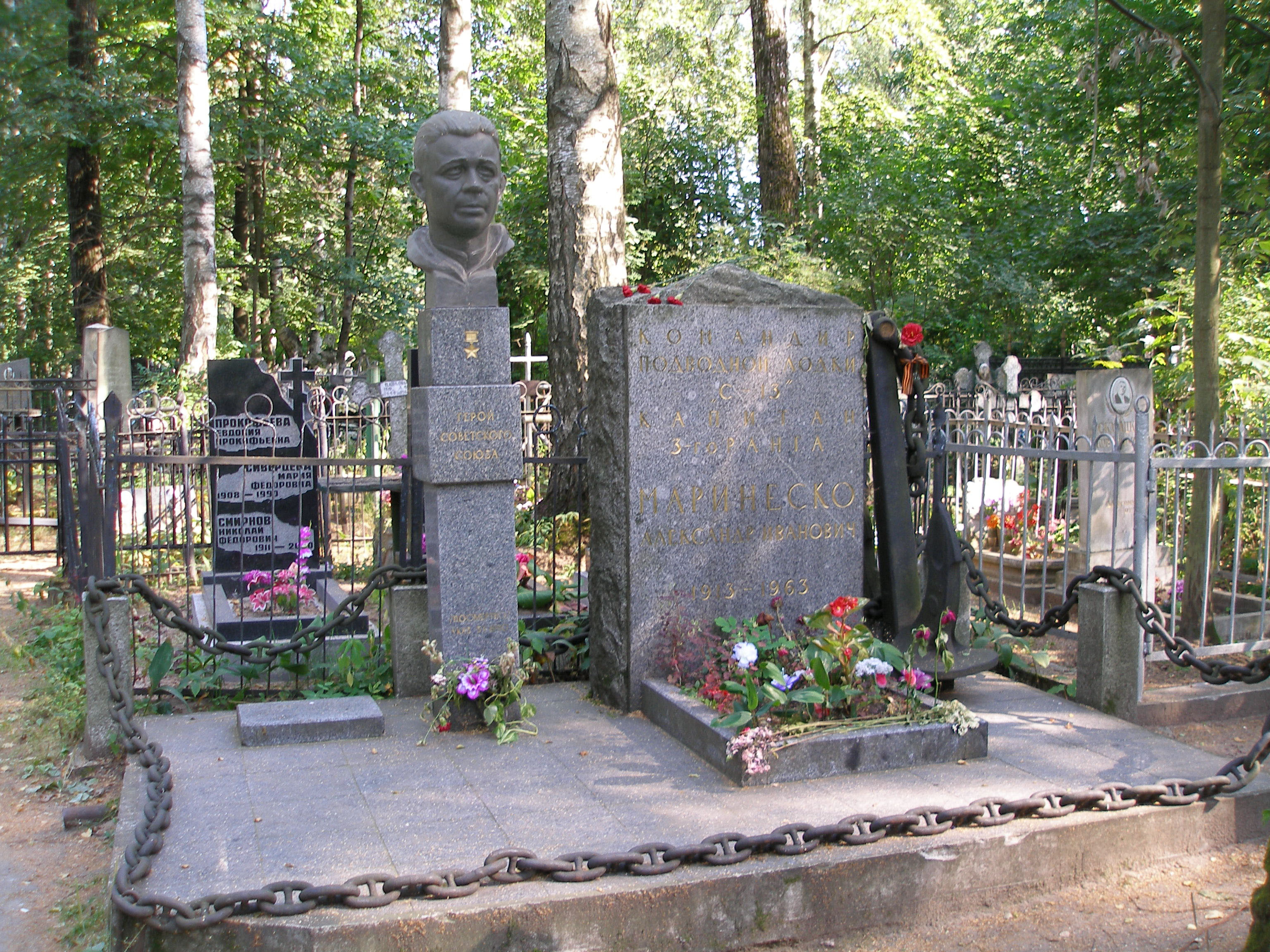
Sepultura de Alexander Marinesko

- Aleksandr Aleksandrov (1912–1999), matemático, físico e filósofo
- Nikolay Anichkov (1885–1964), patologista
- Aleksandr Babaev (1923—1985), piloto de caça
- Yevgeni Belosheikin (1966—1999), jogador de hóquei
- Vitaly Bianki (1894–1959), autor infantil e da natureza
- Mikhail Aleksandrovich Bonch-Bruevich (1888—1940), engenheiro, cientista e professor
- Piotr Buchkin (1886—1965), pintor, ilustrador e professor de arte
- Boris Bychowsky (1908—1974), parasitologista
- Yevgeny Charushin (1901-1965), ilustrador e autor de literatura infantil
- Aleksandr Chernyshyov (1882–1940), engenheiro eletricista
- Viktor Chistiakov (1943-1972), ator
- Igor M. Diakonoff (1915—1999), historiador, linguista e tradutor
- Ivan Dzerzhinsky (1909—1978), compositor
- Boris Eikhenbaum (1886–1959), estudioso e historiador da literatura
- Fridrikh Ermler (1898-1967), diretor de filmes, ator e roteirista
- Olga Freidenberg (1890-1955), filólogo
- Valerian Frolov (1895–1961), oficial militar
- Andrey Gagarin (1934—2011), físico
- Vladimir Gardin (1877—1965), diretor de filmes e ator
- Aleksei Yuryevich German (1938—2013), diretor e roteirista
- Yuri German (1910–1967), writer, escritor, roteirista e jornalista
- Mikhail Gorsheniov (1973–2013), cantor e compositor, Korol i Shut
- Vladimir Govyrin (1924–1994), fisiologista
- Edouard Grikurov (1907–1982), dirigente
- Ivan Ivanov (1862–1939), matemático
- Sergei Izotov (1917–1983), cientista e projetista de aeronaves
- Gennadi Kazansky (1910–1983), diretor de filmes
- Lidia Klement (1937–1964), cantora
- Mikhail Kovalyov (1897-1967), oficial militar
- Vladimir Konashevich (1888-1963), artista gráfico e ilustrador
- Boris Konstantinov (1910-1969), físico
- Boris Korneev (1922-1973), pintor e professor de arte
- Nikolai Korotkov (1874-1920), cirurgião, pioneiro da cirurgia vascular
- Nikolai Kulakov (1908—1976), oficial naval
- Ivan Ladyga (1920-2010), oficial militar
- Kirill Lavrov (1925–2007), ator de teatro e cinema e diretor
- Vladimir Lebedev (1891-1967), pintor
- Vladimir Lemeshev (1911-1976), jogador de futebol e técnico
- Nikolay Lunin (1907–1970), oficial naval
- Anatoly Marienhof (1897-1962), poeta, novelista e autor
- Alexander Marinesko (1913-1962), oficial naval
- Ivan Meshcherskiy (1859-1935), matemático
- Evgeny Mravinsky (1903–1988), dirigente
- Dmitry Nelyubin, (1971–2005), ciclista em pista
- Vladimir Nikolayevich Myasishchev (1893-1973), psicólogo
- Joseph Orbeli (1887–1961), orientalista, acadêmico
- Leon Orbeli (1882—1958), fisiologista
- Maria Orbeli (1916—1949), físico
- Yevgeny Pavlovsky (1884-1965), zoólogo, entomologista
- Alexei Pakhomov (1900-1973), pintor de vanguarda
- Alexander Prokofyev (1900-1971), poeta
- "Ricochet" (1964-2007), cantor e compositor
- Zoya Rozhdestvenskaya (1906-1953), cantora
- Vasily Shorin (1871-1938), oficial militar
- Terenty Shtykov (1907-1964), oficial militar
- Yelena Shushunova (1969–2018), ginasta
- Evgeny Schwartz (1896–1958), escritor e autor
- Nikolai Simoniak (1901-1956), oficial militar
- Alexander Ivanovich Sokolov (1918-1973), pintor e professor de arte
- Nikolai Solovyov (1931–2007), lutador
- Nikolai Suetin (1897–1954), artista
- Vasily Tolstikov (1917-2003), diplomata e oficial do Partido Comunista
- Alexander Tolush (1910–1969), grande mestre do xadrez
- Vladimir Trusenyov (1931-2001), lançador de discos
- Viktor Tsoi (1962–1990), cantor e compositor, Kino
- Lev Uspensky (1900–1978), escritor e filólogo
- Eduard Vinokurov (1942–2010), esgrimista de sabre olímpico
- Leonid Yakobson (1904—1975), coreógrafo de balé
- Mikhail Zalessky (1877–1946), paleontólogo e paleobotânico